# 兴凯裸腹蚤
兴凯裸腹蚤（学名：Moina chankensis）为裸腹蚤科裸腹蚤属的动物。在中国大陆，分布于黑龙江等地，多栖息于大型湖泊中。